# ロブ・チャドジンスキー
ロブ・チャドジンスキー（Rob Chudzinski 1968年5月12日- ）はオハイオ州トレド出身のアメリカンフットボール指導者。

## 経歴
オハイオ州トレドの高校を卒業した後、フロリダ州のマイアミ大学で1986年から1990年までプレー、1987年と1989年にチームは全米チャンピオンとなった。彼は同大学では3年間先発タイトエンドを務めた。
1994年から2003年までは、母校のマイアミ大学のコーチを務めた。
1996年からタイトエンドコーチとなり、2001年からはオフェンスコーディネーターを兼任した。2001年にマイアミ大学は全米チャンピオンとなった。2002年にチームは総得点、トータル獲得ヤード、TDランで大学記録を更新した。彼の在籍中、ババ・フランクス、ジェレミー・ショッキー、ケレン・ウィンスロー2世と3人のタイトエンドがオールアメリカンに選ばれた。
2004年のシーズン中、クリーブランド・ブラウンズのタイトエンドコーチを務めた。またブッチ・デービスヘッドコーチが欠場した試合ではプレイコールを担当した。
2005年、サンディエゴ・チャージャーズのタイトエンドコーチに就任した。チャージャーズではオールプロに選ばれたアントニオ・ゲイツの指導を行った。
2007年、クリーブランド・ブラウンズのオフェンスコーディネーターに就任、この年ブラウンズのオフェンスはリーグ8位となり、4人のオフェンス選手がプロボウルに選ばれた。チームは10勝6敗と1994年以来最高の成績をあげて、AFC北地区2位でシーズンを終えた。2008年にはチームは6連敗するなど4勝12敗、オフェンスはリーグ32チーム中31位と低迷、ロメオ・クレネルヘッドコーチの解任とともに退団した。
2009年、チャージャーズにタイトエンドコーチとして復帰、アシスタントヘッドコーチも務めた。
2010年にはチャージャーズのトータルオフェンスは、リーグトップの1試合平均395.6ヤードを獲得、得点ではリーグ2位の27.6得点をあげた。
2011年、カロライナ・パンサーズのオフェンスコーディネーターに就任、前年リーグワーストクラスだった攻撃は、新人QBキャム・ニュートンの活躍もあり、トータル獲得ヤードは前年のリーグ最下位から7位と向上、得点で5位に入った。トータルオフェンスでの6,237ヤード獲得、ファーストダウン更新345回はチーム記録となり、TD数48は、チーム歴代2位の記録であった。トータルオフェンスが32位から7位と向上したのは、1998年27位だったオフェンスが、1999年1位となったセントルイス・ラムズの記録に次ぐものであった。
2013年1月11日、パット・シューマーの後任として、クリーブランド・ブラウンズのヘッドコーチに就任することが発表された。しかしシーズン最後の7試合で全敗し、4勝12敗でシーズンを終えると、わずか1年で解任された。